# Aedes eldridgei
Aedes eldridgei é um espécie de mosquito do género Aedes, pertencente à família Culicidae.